# Hypena luzonensis
Hypena luzonensis är en fjärilsart som beskrevs av Alfred Ernest Wileman och South 1921. Hypena luzonensis ingår i släktet Hypena och familjen nattflyn. Inga underarter finns listade i Catalogue of Life.